# Tren lleuger de Seattle
El Tren lleuger de Seattle o Link Light Rail del Sound Transit és un sistema de tren lleuger de l'àrea metropolitana de Seattle, originalment aprovada en una mesura per votació el 1996. La seva longitud total és de 48,28 quilòmetres i posseeix un total de 31 estacions. Actualment es troben operant dues línies (2015): Tacoma Link, de la qual usen 3 cotxes construït per Škoda, i el Central Link, usa 35 cotxes construïts per Kinki Sharyo. L'extensió University Link, estén al Central Link al nord des del centre de Seattle a la Universitat de Washington, la construcció de la qual preliminar el 2008 i entraria en operació a finals de 2016. A més, els votants van aprovar al novembre de 2008 una mesura per estendre al Tren lleuger de Seattle al nord de la ciutat per Northgate a Lynnwood (i expansió cap a Everett), al sud a Redondo Heights Park & Ride a Federal Way (amb expansió futura cap a Tacoma i extensions del Tacoma Link cap a l'est i oest), ia l'est via Mercer Island i Bellevue al campus principal de Microsoft a Redmond (i expansió futura al centre de Redmond).

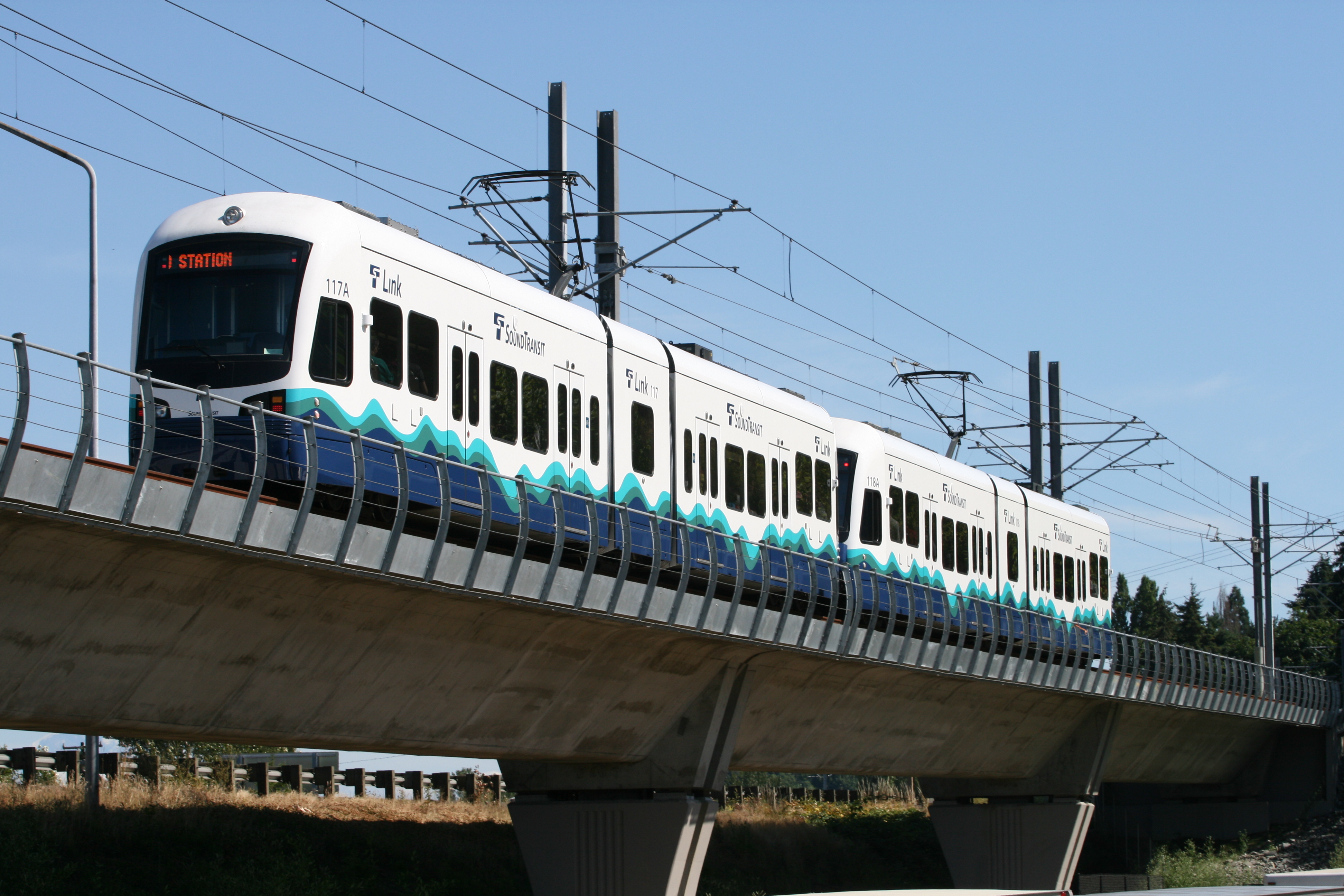
Tren lleuger a la línia Central Link